# Maurits Pico Diederik van Sytzama (1868-1939)

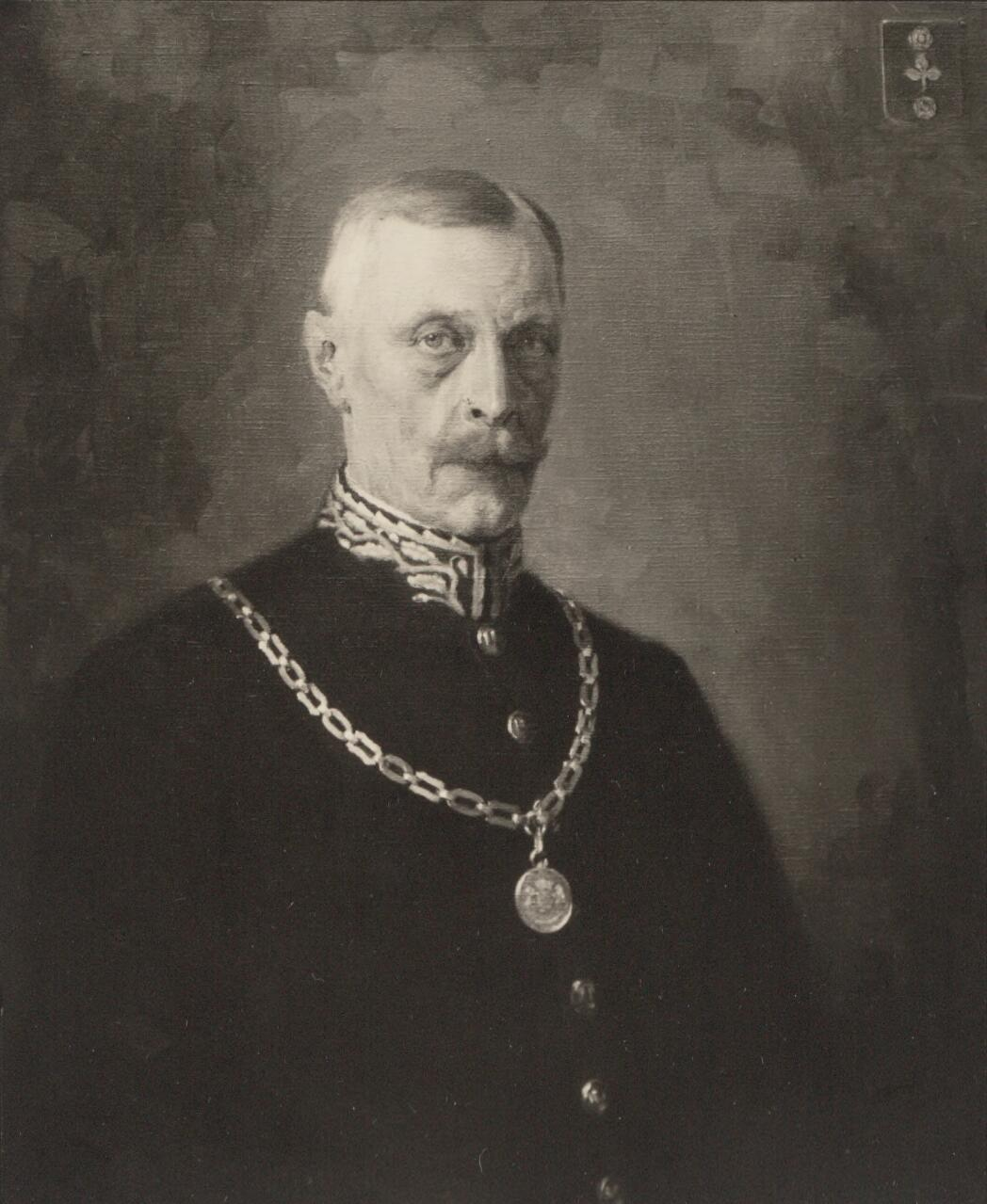
Maurits Pico Diederik van Sytzama

Maurits Pico Diederik baron van Sytzama (Oldebroek, 20 september 1868 - aldaar, 5 november 1939) was een Nederlands burgemeester.

## Biografie
Van Sytzama, lid van de familie Van Sytzama, was de zoon van burgemeester mr. Johannes Galenus Willem Hendrik baron van Sytzama  (1830-1907) en jkvr. Catharina van Haersma de With (1826-1885), telg uit het geslacht De With. Hij trouwde op 7 oktober 1898 met Henriette Engbertine Colenbrander met wie hij een zoon kreeg.
Hij was burgemeester van Groenlo (1901-1911), Doornspijk (1911-1913) en Oldebroek (1913-1939).